# Atzbach (Hessen)

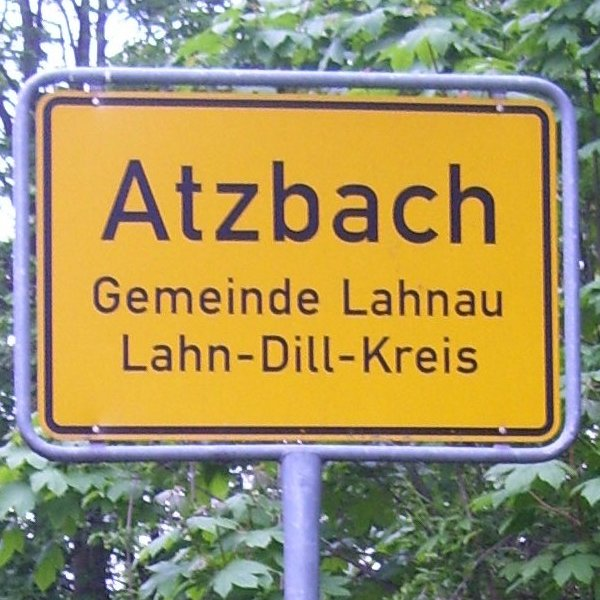
Ortsschild von Atzbach

Atzbach ist ein Ortsteil der Gemeinde Lahnau im mittelhessischen Lahn-Dill-Kreis. Die Ortschaft ist ein Wohnort für ca. 3.100 Einwohner zwischen den Städten Wetzlar und Gießen und liegt an der Lahn. Sie ist seit 1979 der östlichste Ortsteil der Gemeinde Lahnau, welche auch den größeren Ortsteil Waldgirmes und den kleineren Ortsteil Dorlar umfasst.

## Geographie
Westlich an die Gemarkung Atzbach grenzt die Gemarkung Dorlar, nordwestlich die Gemarkung Waldgirmes, im Norden und Osten liegt Atzbach an der Kreisgrenze zum Landkreis Gießen mit dem Ort Rodheim-Bieber (Gemeinde Biebertal) und Kinzenbach (Gemeinde Heuchelheim). Im Süden schließt die Fläche von Atzbach an den Wetzlarer Stadtteil Dutenhofen, wobei die Lahn in wesentlichen Teilen die Grenze zu diesem Ort bildet.
Atzbach liegt nördlich der Lahn auf der Lahn-Hauptterrasse am westlichen Ende des Gießener Beckens und gehört zur Kooperation Gleiberger Land. Der nördliche Teil der Gemarkung ist bewaldet und bildet mit dem 348 m hohen Königstuhl die südliche Begrenzung des Gladenbacher Berglandes im Hinterland.
Atzbach liegt vier Kilometer von der A 45 (Anschlussstelle Wetzlar-Ost) und drei Kilometer von der B 49 (Anschlussstelle Lahnau) entfernt. Zur A 5 gelangt man über die A 480 (Gießener Ring) über das Reiskirchener Dreieck (19 Kilometer entfernt). Bis Frankfurt am Main sind es 74 Kilometer, Gießen liegt sechs Kilometer, Wetzlar acht Kilometer entfernt.

## Geschichte

### Frühe Geschichte
Atzbach wurde im Jahr 774 im Lorscher Codex des Klosters Lorsch mit dem Namen „Ettisbach“ erstmals urkundlich erwähnt. Die Gründung der bach-Orte fiel in die fränkische Zeit, im 5. bis 8. Jahrhundert. Atzbach gehörte zunächst zur Grafschaft Gleiberg, bevor 1180 der Besitz von Atzbach an den Grafen von Merenberg fiel. Im Jahr 1328 kam der Besitz von Merenberg, der viele Orte umfasste, zu dem Grafen von Nassau-Weilburg. Auf dem Wiener Kongress verzichtete das Herzogtum Nassau zu Gunsten des Königreich Preußen auf den Besitz von Atzbach.
Von 1734 bis 1849 war Atzbach Sitz eines nassauischen Amtes geworden, welches für zahlreiche Orte in der Umgebung bis hinein in die heutigen Gemeinden Wettenberg (Landkreis Gießen) und Hüttenberg (Lahn-Dill-Kreis) zuständig war. Das Amts-Hauptgebäude von 1756 ist das Gebäude der heutigen Atzbacher Grundschule. Im westlichen Bereich des heutigen Grundstücks der Evangelischen Kirche befand sich in unmittelbarer Nachbarschaft zum Amts-Hauptgebäude das sogenannte Stockhaus, welches zeitweise als Gefängnis diente und 1973 abgerissen wurde. Auf dem östlichen Teil des Kirchenareals stand das erste Amtshaus für die kommunalen Einrichtungen und zeitweise für Schulzwecke. Im alten Ortskern befanden sich mehrere Außenstellen des Amtes, von denen sich der Name Landschreibergasse ableitete.
Nach der Auflösung des Amtes Atzbach blieb Atzbach bis 1860 Bürgermeisterei für die Dörfer Atzbach, Garbenheim, Dorlar, Dutenhofen, Kinzenbach, Vetzberg, Krofdorf und Gleiberg. In jenem Jahr fand eine Zusammenlegung mit dem Bürgermeisteramt Launsbach in Krofdorf-Gleiberg statt. Erst 1934 erhielt Atzbach wieder ein eigenes Bürgermeisteramt, dies war in dem Jahr, als die Orte Naunheim, Waldgirmes und Hermannstein sowie die Orte der heutigen Gemeinde Biebertal an den Landkreis Wetzlar angeschlossen wurden.

### Das Bahnzeitalter und die Industrialisierung

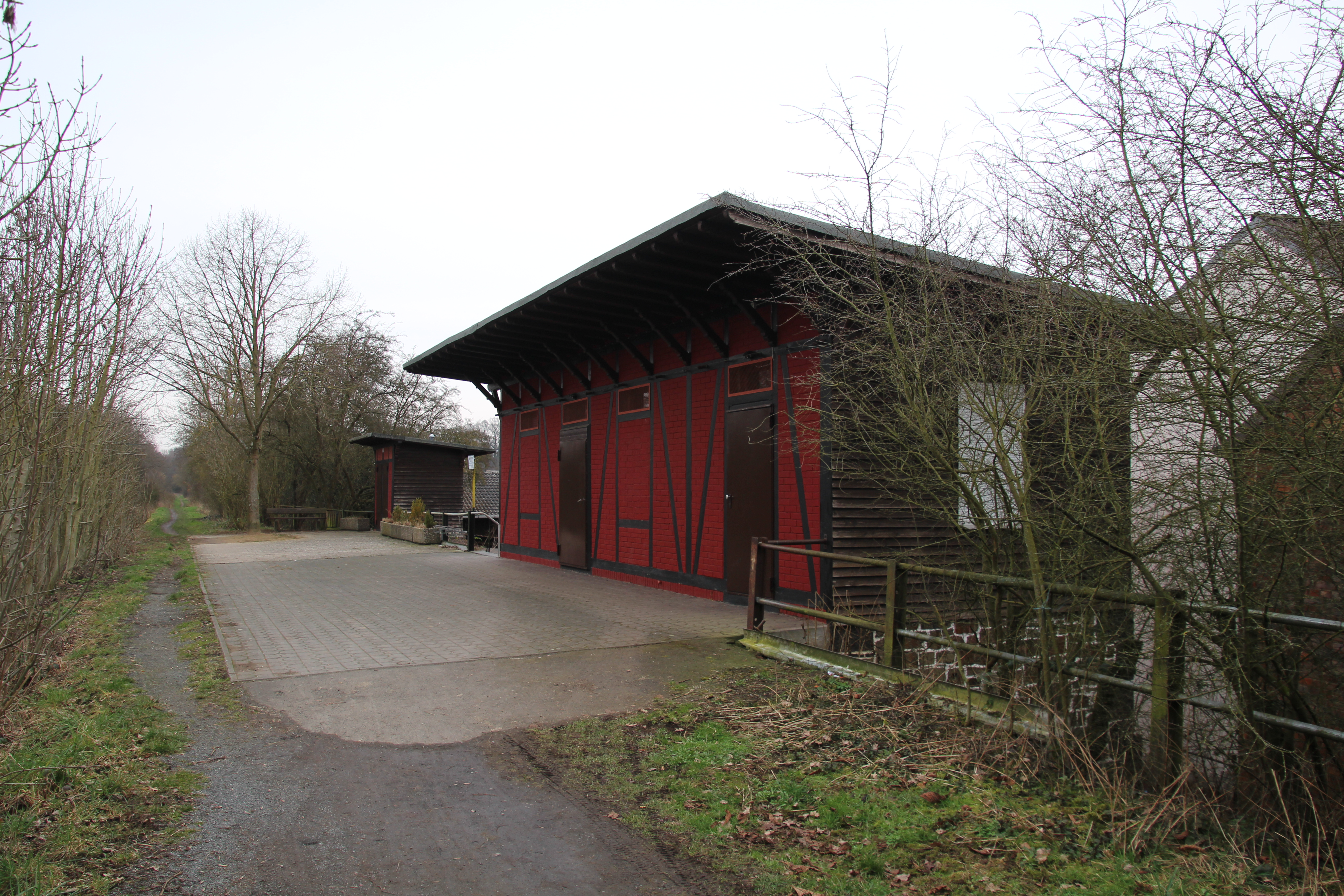
Ehemalige Bahnhaltestelle von 1904. Links die rückgebaute Bahntrasse, die inzwischen geschützter Landschaftsbestandteil ist

1870/71 wurde mit dem Bau der Kanonenbahn begonnen, die zuvor als preußische Militärbahn geplant wurde und von Berlin bis ins Elsaß führte. Atzbach liegt am Abschnitt Lollar-Wetzlar der ehemaligen Kanonenbahn, welcher eine Umfahrung des Bahnhofs im hessen-darmstädtischen Gießen über rein preußisches Gebiet beinhaltete. Der Deutsch-Französische Krieg 1870/71 und die Folgen ließen letztlich die fertiggestellte Kanonenbahn nie zu dem werden, wofür sie eigentlich geplant war. 1881 erhielten Atzbach und Dorlar einen gemeinsamen Bahnhof, für den beide Orte zahlten. Es handelte sich hierbei um den späteren Dorlarer Bahnhof, der im östlichen Bereich der Dorlarer Gemarkung gelegen hat und heute das Jugendzentrum der Gemeinde Lahnau beherbergt. Nach harten Verhandlungen erhielt 1904 Atzbach eine eigene Bahnhaltestelle (ohne Fahrkartenverkauf). Dieses Gebäude ist bis heute ebenfalls erhalten, befindet sich am Ende der Straße „Hohlweg“ und dient heute als Vereinsheim des örtlichen Kaninchen- und Geflügelzuchtvereins.

### Das 20. Jahrhundert
In den Jahrzehnten nach dem Bau der Kanonenbahn wuchs Atzbach über den alten Dorfkern hinaus. Während vorher der Ort an der heutigen Ortsdurchfahrt (Gießener Straße) endete, erfolgte nach und nach die Bebauung bis zur Kanonenbahntrasse einschließlich Bahnhaltestelle. Im Westen begrenzte die Bebauung die neue Zigarrenfabrik, die 1976 zum Bürgerhaus umgebaut wurde. Ein wesentlicher Schub in Bezug auf die Bebauung folgte nach dem Zweiten Weltkrieg, als Atzbach rund 700 Flüchtlinge aus den ehemaligen deutschen Ostgebieten und aus deutschen Siedlungen in Tschechien und Ungarn aufnehmen musste. Man entschloss sich, westlich der Zigarrenfabrik zwischen der Gießener Straße und der Kanonenbahntrasse Bauland aufzulegen. Wenig später erfolgte die Bebauung des Atzbacher Hausbergs, auf dem sich auch der Friedhof befindet.
Wesentliche Veränderungen gab es dann in den 1960er Jahren, als man sich entschloss, in einem Schulzweckverband der Nachbarorte Atzbach, Dorlar, Waldgirmes, Dutenhofen und Garbenheim eine integrierte Gesamtschule für die Klassen 5–10 zu errichten. Daneben wurde eine Sporthalle mit vier Spielfeldern errichtet. Neben der Lahntalschule wurden diverse Arrondierungen in der Wohnbebauung vorgenommen, so dass Anfang der 1970er Jahre der Lückenschluss der Bebauung zwischen den Orten Atzbach und Dorlar erfolgte.
Der anhaltende Zuzug von Menschen insbesondere aus Nordrhein-Westfalen nach Hessen aufgrund der besseren Arbeitsmarktlage machte die Auflage weiteren Baulandes notwendig. So wurde von 1970 bis 1975 ein neues Baugebiet erschlossen, mit dem man erstmals nördlich der Bahnlinie die Bebauung vorantrieb. Bis 1985 erfolgten dabei noch kleine Arrondierungen.

#### Die kommunale Gebietsreform
Die 1970er Jahre waren in der Bundesrepublik Deutschland durch die kommunale Gebietsreform geprägt, wobei es im ganzen Land zu Zusammenschlüssen von mehreren Gemeinden kam oder größere Orte kleinere schluckten. In den Jahren, als Atzbach seinen 1200. Geburtstag feiern konnte (1974) schien dauerhaft das Ende der selbständigen Gemeinde Atzbach gekommen. Im Rahmen der Gebietsreform in Hessen wurde in Mittelhessen eine neue Großstadt Lahn gebildet, die ein strukturelles Gegengewicht zu den Großstädten im Rhein-Main-Gebiet und zu Kassel  bilden sollte. Am 1. Januar 1977 wurde kraft Landesgesetz die Stadt Lahn gebildet, ein Zusammenschluss von Gießen und Wetzlar und weiteren 14 Gemeinden, darunter auch Atzbach. Die Stadt Lahn war kreisfrei, und umliegend wurde aus den seitherigen Landkreisen Gießen und Wetzlar sowie dem Dillkreis der neue Lahn-Dill-Kreis gebildet. Innerhalb der Stadt Lahn bildeten die Orte Atzbach, Dorlar und Waldgirmes den Stadtbezirk Lahntal.
Aufgrund von Bürgerprotesten wurde mit Wirkung vom 1. August 1979 die Stadt Lahn wieder aufgelöst. Es gab fortan wieder Gießen und Wetzlar, aber keine kreisfreie Stadt mehr in Mittelhessen. Neu entstanden ist wieder der Landkreis Gießen. Der Lahn-Dill-Kreis umfasste nunmehr mit wenigen Ausnahmen die ehemaligen Landkreise Wetzlar und Dillkreis.
Atzbach wurde mit den Nachbarorten Dorlar und Waldgirmes zur neuen Gemeinde Lahnau zusammengeschlossen. Lahnau hat sich strukturell weiter entwickelt: In den Ortsteilen Dorlar und Waldgirmes sind neue Gewerbegebiete entstanden, während Atzbach vorwiegend die Funktion einer Wohnsiedlung hat.

#### Ende des 20. Jahrhunderts
In dieser Zeit begann jedoch, wie auch andernorts in Deutschland, der Niedergang des Bahnzeitalters. Auf der Kanonenbahn Wetzlar-Lollar wurde am 30. Mai 1980 die Personenbeförderung eingestellt. Auf einem letzten Abschnitt, auch im Bereich Atzbach, stellte man zum 30. September 1990 auch den Güterverkehr ein, woran sich im Juli 1995 der Gleisabbau anschloss.
Im Jahr 1998 schloss der letzte Supermarkt im klassischen Sinne, so dass in Atzbach selbst seither kein Lebensmittelgeschäft mehr existiert. Inzwischen hat sich die Gemeinde Lahnau insgesamt zu einer Einheit entwickelt, so dass nach jahrelanger, kontrovers geführter politischer Diskussion im Jahr 2006 ein Discount- und ein Vollsortiment-Supermarkt eröffnet werden konnten. Aufgrund der Entfernung von nur wenigen hundert Metern zur Ortsteilgrenze Dorlar-Atzbach bietet das Einkaufszentrum Neue Mitte Lahnau im Ortsteil Dorlar eine gute Nahversorgung auch für den heutigen Lahnauer Ortsteil Atzbach.
1999 feierte man in Atzbach das 1225-jährige Bestehen mit einem Historischen Bauernmarkt im Mai und einem Programm im Festzelt im August.
Nach mehreren Jahrzehnten wurde von 2006 bis 2007 in Atzbach wieder ein Wohnbaugebiet erschlossen, welches den westlichsten Teil der Flächen unmittelbar nördlich der Bahntrasse umfasst und im Endausbau rund 70 Wohnhäuser haben wird. Aufgrund der abgebauten Kanonenbahn führte man umfangreiche Veränderungen in Bezug auf die Anbindung der Siedlungsbereiche nördlich der Bahntrasse durch, in dem man neue Straßenquerungen als Anbindung an die Landesstraße baute.
Atzbach ist mit der Kreisstadt Wetzlar und der Universitätsstadt Gießen durch die Stadtbuslinie 24, die in verhältnismäßig kurzen Takten zwischen Gießen und Wetzlar verkehrt, per ÖPNV verbunden.

### Verwaltungsgeschichte im Überblick
Die folgende Liste zeigt die Staaten und Verwaltungseinheiten, denen Atzbach angehört(e):
- ab 14. Jahrhundert: Heiliges Römisches Reich, Amt Gleiberg (Kondominium: Grafschaft Nassau und  Landgrafschaft Hessen)
- ab 1567: Heiliges Römisches Reich, Grafschaft Nassau, Amt Gleiberg[8]
- ab 1775: Heiliges Römisches Reich, Grafschaft Nassau-Weilburg, Oberamt Atzbach, Amt Gleiberg, Hüttenberg und Stoppelberg[9]
- ab 1806: Herzogtum Nassau,[Anm. 2] Amt Hüttenberg
- ab 1816: Königreich Preußen, Provinz Großherzogtum Niederrhein, Regierungsbezirk Koblenz, Kreis Wetzlar[Anm. 3]
- ab 1822: Königreich Preußen, Rheinprovinz, Regierungsbezirk Koblenz, Kreis Wetzlar[Anm. 4]
- ab 1867: Norddeutscher Bund,[Anm. 5] Königreich Preußen, Rheinprovinz, Regierungsbezirk Koblenz, Kreis Wetzlar
- ab 1871: Deutsches Reich, Königreich Preußen, Rheinprovinz, Regierungsbezirk Koblenz, Kreis Wetzlar
- ab 1918: Deutsches Reich (Weimarer Republik), Freistaat Preußen, Rheinprovinz, Regierungsbezirk Koblenz, Kreis Wetzlar
- ab 1932: Deutsches Reich, Freistaat Preußen, Provinz Hessen-Nassau, Regierungsbezirk Wiesbaden, Kreis Wetzlar
- ab 1944: Deutsches Reich, Freistaat Preußen, Provinz Nassau, Kreis Wetzlar
- ab 1945: Amerikanische Besatzungszone,[Anm. 6] Groß-Hessen, Regierungsbezirk Wiesbaden, Kreis Wetzlar
- ab 1949: Bundesrepublik Deutschland, Land Hessen, Regierungsbezirk Wiesbaden, Kreis Wetzlar
- ab 1968: Bundesrepublik Deutschland, Land Hessen, Regierungsbezirk Darmstadt, Kreis Wetzlar
- ab 1977: Bundesrepublik Deutschland, Land Hessen, Regierungsbezirk Darmstadt, Stadt Lahn[Anm. 7]
- ab 1979: Bundesrepublik Deutschland, Land Hessen, Regierungsbezirk Darmstadt, Lahn-Dill-Kreis, Gemeinde Lahngau[Anm. 8]
- ab 1981: Bundesrepublik Deutschland, Land Hessen, Regierungsbezirk Gießen, Lahn-Dill-Kreis, Gemeinde Lahngau

### Einwohnerentwicklung
Quelle: Historisches Ortslexikon
- 1506 evangelische (= 73,72 %), 471 katholische (= 23,05 %) Einwohner

| Atzbach: Einwohnerzahlen von 1834 bis 1970 | Atzbach: Einwohnerzahlen von 1834 bis 1970 | Atzbach: Einwohnerzahlen von 1834 bis 1970 | Atzbach: Einwohnerzahlen von 1834 bis 1970 | Atzbach: Einwohnerzahlen von 1834 bis 1970 |
| --- | ------------------------------------------ | ------------------------------------------ | ------------------------------------------ | ------------------------------------------ |
| Jahr |                                            |                                            |                                            | Einwohner                                  |
| 1834 | 1834                                       |                                            | 596                                        | 596                                        |
| 1840 | 1840                                       |                                            | 607                                        | 607                                        |
| 1846 | 1846                                       |                                            | 662                                        | 662                                        |
| 1852 | 1852                                       |                                            | 642                                        | 642                                        |
| 1858 | 1858                                       |                                            | 634                                        | 634                                        |
| 1864 | 1864                                       |                                            | 624                                        | 624                                        |
| 1871 | 1871                                       |                                            | 638                                        | 638                                        |
| 1875 | 1875                                       |                                            | 665                                        | 665                                        |
| 1885 | 1885                                       |                                            | 704                                        | 704                                        |
| 1895 | 1895                                       |                                            | 758                                        | 758                                        |
| 1905 | 1905                                       |                                            | 878                                        | 878                                        |
| 1910 | 1910                                       |                                            | 927                                        | 927                                        |
| 1925 | 1925                                       |                                            | 1.056                                      | 1.056                                      |
| 1939 | 1939                                       |                                            | 1.194                                      | 1.194                                      |
| 1946 | 1946                                       |                                            | 1.698                                      | 1.698                                      |
| 1950 | 1950                                       |                                            | 1.833                                      | 1.833                                      |
| 1956 | 1956                                       |                                            | 1.973                                      | 1.973                                      |
| 1961 | 1961                                       |                                            | 2.043                                      | 2.043                                      |
| 1967 | 1967                                       |                                            | 2.222                                      | 2.222                                      |
| 1970 | 1970                                       |                                            | 2.355                                      | 2.355                                      |
| Datenquelle: Historisches Gemeindeverzeichnis für Hessen: Die Bevölkerung der Gemeinden 1834 bis 1967. Wiesbaden: Hessisches Statistisches Landesamt, 1968. Weitere Quellen: |                                            |                                            |                                            |                                            |

## Sehenswürdigkeiten

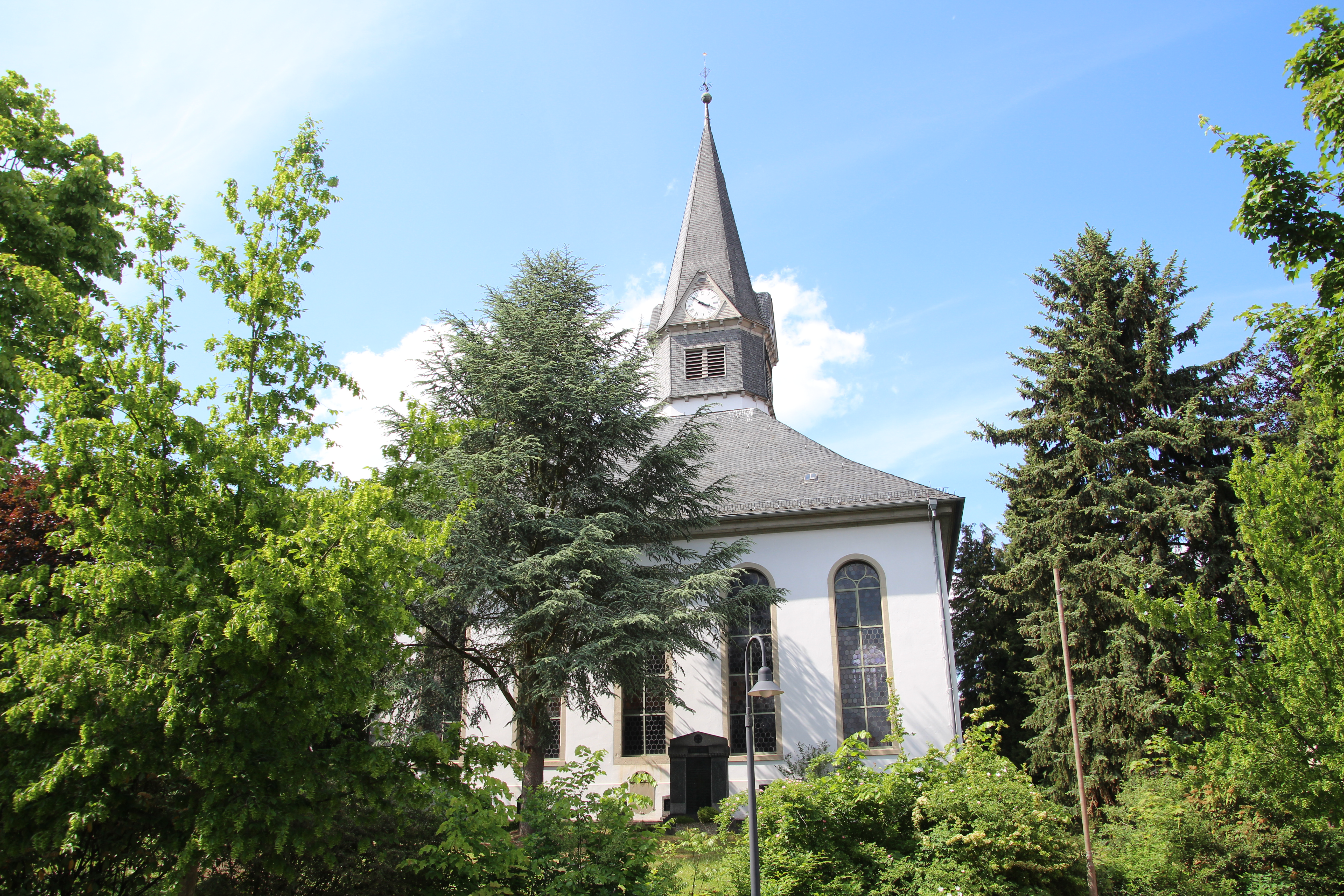
Die historische Kirche

Ein Ensemble stellt der Bereich um die Evangelische Kirche mit dem Backhaus und dem alten Schulhaus (heutige Grundschule) dar, welches durch zahlreiche historische Gebäude, heute meist Wohngebäude im Ortskern südlich der Ortsdurchfahrt (L 3020), umrahmt wird.
Das auf dem Dach des Amthofs (erbaut 1756 / bis 2010 Grundschule) befindliche Storchennest ist seit 1968 nicht mehr über mehrere Monate von den Vögeln genutzt worden. Versuche, die Störche wieder heimisch zu machen, scheiterten bis 2008. 2009 brütete zum ersten Mal wieder ein Storchenpaar in einem Nest in den Lahnauen. Durch die Renaturierung der Auen entstanden wieder gute Brutbedingungen. Des Weiteren wurden elf durchziehende Störche gezählt.

## Persönlichkeiten

### Söhne und Töchter von Atzbach
- Heinrich Medicus (1743–1828), Militär und Sagensammler
- Friedrich Müller (1803–1876), nassauischer Amtmann und Landtagsabgeordneter
- Paul Dienstbach (geboren 1980), deutscher Ruderer, langjähriges Mitglied der Ruder-Nationalmannschaft und des Deutschlandachters.

### Personen, die in Atzbach gewirkt und gewohnt haben
- Gerhard Bökel (geboren 1946), ehemaliger Hessischer Innenminister, ehemaliger Landtagsabgeordneter und früherer Landrat des Lahn-Dill-Kreises.
- Ina-Maria Greverus (geboren 1929; gestorben 2017), Volkskundlerin sowie Hochschullehrerin für Europäische Ethnologie und Kulturanthropologie